# Веслі Сонк
Веслі Сонк (нід. Wesley Sonck; нар. 9 серпня 1978, Нінове, Бельгія) — бельгійський футболіст, що грав на позиції нападника.
Виступав за національну збірну Бельгії. Чемпіон Бельгії. Чемпіон Нідерландів.

## Клубна кар'єра
У дорослому футболі дебютував 1996 року виступами за команду клубу «Моленбек», в якій провів два сезони, взявши участь у 33 матчах чемпіонату.
Згодом з 1998 по 2000 рік грав у складі команд клубів «Жерміналь-Екерен» та «Жерміналь-Беєрсхот».
Своєю грою за останню команду привернув увагу представників тренерського штабу клубу «Генк», до складу якого приєднався 2000 року. Відіграв за команду з Генка наступні три сезони своєї ігрової кар'єри. Більшість часу, проведеного у складі «Генка», був основним гравцем атакувальної ланки команди. У складі «Генка» був одним з головних бомбардирів команди. За цей час виборов титул чемпіона Бельгії.
Протягом 2003—2004 років захищав кольори команди клубу «Аякс». За цей час додав до переліку своїх трофеїв титул чемпіона Нідерландів.
2004 року уклав контракт з клубом «Боруссія» (Менхенгладбах), у складі якого провів наступні три роки своєї кар'єри гравця.
З 2007 року три сезони захищав кольори команди клубу «Брюгге». У новому клубі був серед найкращих голеодорів, відзначаючись забитим голом в середньому щонайменше у кожній третій грі чемпіонату.
Протягом 2010—2013 років захищав кольори клубів «Льєрс» та «Васланд-Беверен».
Завершив професійну ігрову кар'єру у клубі «Аппельтерре-Ейхем», за команду якого виступав 2014 року.

## Виступи за збірні
1996 року дебютував у складі юнацької збірної Бельгії, взяв участь у 4 іграх на юнацькому рівні, відзначившись одним забитим голом.
Протягом 1997—1999 років залучався до складу молодіжної збірної Бельгії. На молодіжному рівні зіграв в 11 офіційних матчах, забив 8 голів.
2001 року дебютував в офіційних матчах у складі національної збірної Бельгії. Протягом кар'єри у національній команді, яка тривала 10 років, провів у формі головної команди країни 56 матчів, забивши 24 голи.
У складі збірної був учасником чемпіонату світу 2002 року в Японії і Південній Кореї.

## Досягнення

### Командні
- Чемпіон Бельгії:

«Генк»: 2001—2002
- Чемпіон Нідерландів:

«Аякс»: 2003—2004

### Особисті
- Футболіст року в Бельгії: 2001
- Бельгійський футболіст року: 2001-2002
- Найкращий бомбардир Чемпіонату Бельгії: 2001—2002, 2002—2003